# Кутњики
Кутњики (слч. Kútniky, мађ. Hegyéte) насељено је мјесто са административним статусом сеоске општине (слч. obec) у округу Дунајска Стреда, у Трнавском крају, Словачка Република.

## Становништво
| Година:    | 1994. | 2004.    | 2014.    | 2024.   |
| ---------- | ----- | -------- | -------- | ------- |
| Број људи: | 817   | 1040     | 1382     | 1505    |
| Разлика:   |       | +27,29 % | +32,88 % | +8,90 % |

| Година:    | 2023. | 2024.   |
| ---------- | ----- | ------- |
| Број људи: | 1503  | 1505    |
| Разлика:   |       | +0,13 % |

Према подацима о броју становника из 2011. године насеље је имало 1.288 становника.